# Rod Wallace
Rodney Seymour "Rod" Wallace, född 2 oktober 1969 i Lewisham, London,
England, är en engelsk före detta professionell fotbollsspelare och numera tränare. 
Wallace började sin fotbollskarriär i Southampton men är mest ihågkommen som en framgångsrik anfallsspelare i Leeds United mellan 1991 och 1998 då han spelade 256 matcher och gjorde 66 mål. Under sin spelarkarriär från 1988 till 2004 spelade han totalt 472 ligamatcher och gjorde 152 mål.
Han har dessutom spelat för engelska landslaget där han spelade 11 gånger för England U21 och en gång för England B.